# Marc Romersa
Marc Romersa (Dudelange, 1 februari 1956) is een voormalige hoogspringer uit Luxemburg, die eenmaal deelnam aan de Olympische Spelen.

## Loopbaan
Romersa vertegenwoordigde zijn vaderland bij de Olympische Spelen van 1976 in Montreal, Canada. Daar werd hij uitgeschakeld in de kwalificatieronde met een sprong van 2,05 m, hetgeen hem de 29ste plaats in de eindrangschikking opleverde.
Zijn vader Jos Romersa (1915) was een gymnast en vertegenwoordigde Luxemburg bij de Olympische Spelen van 1936 in Berlijn. Romersa was in 1976 een van de drie atleten die actief waren voor het Groothertogdom bij de Zomerspelen. Sprinter Roland Bombardella en snelwandelaar Lucien Faber waren de andere twee atleten in de ploeg, die in totaal uit acht man bestond.

## Persoonlijk record
| Onderdeel    | Prestatie | Jaar |
| ------------ | --------- | ---- |
| hoogspringen | 2,15 m    | 1976 |